# Elstree Calling
Elstree Calling är en brittisk musikalfilm från 1930 i regi av Andre Charlot, Jack Hulbert, Paul Murray och Alfred Hitchcock, inspelad i Elstree Studios.
Filmen som kallades "A Cine-Radio Revue" vid sin premiär är en påkostad musikalisk filmrevy, ett brittiskt svar på de överdådiga filmrevyerna från Hollywood som producerades av de stora filmstudiorna där, såsom Paramount on Parade (1930) och Metro-Goldwyn-Mayers Hollywood Revyn 1929. 
Filmen består av 19 komiska och musikaliska episoder, som länkas samman genom ett stående skämt om en aspirerande shakespeareansk skådespelare och en tittares tekniska problem med sin TV då han försöker se utsändningen av revyn.
Hitchcocks bidrag var de komiska länksegmenten om en man som försöker "ställa in" sin TV-apparat så han kan titta på revyn, men som alltid misslyckas på grund av sitt onödiga mixtrande med inställningarna. 

## Rollista i urval
- Teddy Brown
- Helen Burnell
- Donald Calthrop
- Bobbie Comber
- Cicely Courtneidge
- The 3 Eddies
- Will Fyffe
- Tommy Handley
- Gordon Harker
- Jack Hulbert
- Hannah Jones
- John Longden
- Ivor McLaren
- Lily Morris
- Nathan Shacknovsky
- John Stuart
- Gordon Begg
- Jameson Thomas
- Anna May Wong